# M.E. Clifton James
Meyrick Edward (M.E.) Clifton James, född 1898 i Perth, Australien, död 8 maj 1963 i Worthing, West Sussex, var en brittisk skådespelare.
Clifton James skadades svårt under första världskriget vid ett gasanfall. Efter kriget engagerades han i småroller vid olika teatrar i London. Under andra världskriget fick den brittiska militära underrättelsetjänsten (MI5) ögonen på honom, då de såg hans porträttlikhet med Bernard Montgomery. Han tillfrågades om han kunde agera som Montgomery under en inspektionsresa till Nordafrika och ge de tyska spionerna indikationer på att Montgomery arbetade med Afrika medan han i verkligheten jobbade med förberedelserna för landstigningen av Normandie. Efter kriget skrev Clifton James ett filmmanus om sina upplevelser, det blev filmen Montys dubbelgångare där han spelade rollen som sig själv.